# Oakland Seals
De Oakland Seals was een ijshockeyclub uit de National Hockey League. Ze speelden in Oakland, Californië, ook onder de namen California Seals en California Golden Seals. Later speelden ze in Cleveland, Ohio als de Cleveland Barons. Ze bestonden van 1967 tot 1978, toen ze fuseerden met de Minnesota North Stars, tegenwoordig de Dallas Stars.

## Californië
In 1967 werd de National Hockey League uitgebreid met zes teams: Philadelphia Flyers, St. Louis Blues, Los Angeles Kings, Oakland Seals, Minnesota North Stars en Pittsburgh Penguins. De Oakland Seals heette oorspronkelijk de San Francisco Seals, maar het verhuisde over de Baai van San Francisco naar Oakland. De naam van de stad zat er nog niet bij, want het team werd bij de verhuizing tot California Seals gedoopt, in de hoop om de bewoners van San Francisco te bereiken als fans. Het team ging echter al snel de Oakland Seals heten. Het team behaalde geen successen, ze behaalde wel twee keer de play-offs in drie jaar, maar de toeschouwers bleven weg. Het team werd overgenomen door een flamboyante zakenman Finley, die meerdere marketingtrucs probeerde (hij veranderde onder meer de naam in de California Golden Seals) om meer toeschouwers naar het stadion te krijgen, maar tevergeefs. Het eerste seizoen, 1970/71, eindigde de Goldens Seals als laatste. Finley was alweer moe van zijn speeltje dat niet werkte en wilde het team verkopen, alleen was er niemand te vinden die het team wilde overnemen. Uiteindelijk vond hij een rijke hoteleigenaar, die het team zou kopen als de nieuwe ijshal in San Francisco was opgeleverd. De bouw van de hal werd echter geannuleerd, waarna de Golden Seals uiteindelijk in 1976 naar Cleveland verhuisde met de gebroeders Gunds als eigenaar daar.

## Cleveland
In Cleveland werd het team omgedoopt tot de Cleveland Barons, naar een succesvolle amateurhockeyclub die tot 1972 actief was. De nieuwe Barons gingen spelen in het toenmalig grootste stadion van de NHL, de eerste twee seizoen raakte die echter maar sporadisch voor de helft vol. Dat was een direct resultaat van de resultaten, beide seizoenen was het team kansloos voor de play-offs. Het uiteindelijk laatste seizoen van de Barons leek bij het begin goed te gaan: ze versloegen de Stanley Cuphouder Montreal Canadiens en, op drie avonden achter elkaar, de Islanders, Maple Leafs en de Sabres. De eerste thuiswedstrijd daarna zat het stadion zowaar driekwart vol en eindelijk leek alles op zijn plaats te vallen. Echter, ze verloren daarna 15 wedstrijden achter elkaar en misten de play-offs.
In 1978 gingen de Barons op in een ander ijshockeyteam die het moeilijk had, de Minnesota North Stars. De Barons verdween in zijn geheel in de North Stars, dat later de Dallas Stars werd, maar nog steeds hadden de Gunds de eigenaarsrechten van het "nieuwe" team in Minnesota. In 1991 wilden de zij het team weer terugbrengen naar de Baai van San Francisco, maar de NHL hield die overgang tegen. In plaats daarvan kregen de Gunds de mogelijkheid om een nieuw team in die buurt te starten, waarbij de North Stars bleven bestaan onder leiding van een andere eigenaar. De Gunds gingen akkoord en startten de San Jose Sharks in San Jose, Californië. Vanuit dit oogpunt, is de franchise van de San Jose Sharks te zien als een nieuwe naam en thuisplaats van de Oakland Seals.
Eastern Conference
Western Conference